# Bastian Becker
Bastian Becker (* 21. Juni 1979 in Kusel) ist ein ehemaliger deutscher Fußballtorwart.

## Karriere
Beckers Profikarriere begann 2001 beim Karlsruher SC, für den er fünf Einsätze in der 2. Bundesliga bestritt. Nach zwei Jahren wechselte er zum VfB Leipzig, den er aber nach nur einem halben Jahr wieder verließ. Ab Januar 2004 spielte er beim SV Darmstadt 98. Ein Höhepunkt seiner Zeit bei den „Lilien“ war das DFB-Pokalspiel gegen Hertha BSC am 10. September 2006, das allerdings mit 0:1 nach Verlängerung verloren ging. In der Saison 2007/08 war Becker bis zum Erfolg der Oberliga-Meisterschaft und dem Hessenpokalsieg Stammtorwart sowie Kapitän des SV Darmstadt 98. Danach wechselte er zum Drittligisten SSV Jahn Regensburg.
Dort war Becker Stammtorhüter, bis zu seinem verletzungsbedingten Aussetzen am 8. November 2008, in der 80. Minute beim 1:1 gegen VfB Stuttgart II. Nach seiner Wiederherstellung blieb er, bis zur Vertragsbeendigung durch den Verein im März 2010, Ersatztorwart. In der Saison 2010/11 spielte Becker in der zweiten Mannschaft des 1. FC Kaiserslautern. Zur Saison 2011/12 wechselte er in den Trainerstab der Mannschaft und wurde Athletiktrainer der U23. Im September 2015 übernahm Becker das Amt des Athletik- und Rehatrainers der Profis beim 1. FC Kaiserslautern. Becker arbeitete in dieser Zeit unter den Cheftrainern Konrad Fünfstück, Tayfun Korkut, Norbert Meier, Manfred Paula (Interimstrainer), Jeff Strasser, Michael Frontzeck, Sascha Hildmann, Alexander Bugera (Interimstrainer), Boris Schommers, Jeff Saibene und Marko Antwerpen. Im März 2021 trennten sich der 1. FC Kaiserslautern und Bastian Becker nach elf Jahren. 
Am 1. Juli 2021 übernahm Becker die Geschäftsführung beim Athletik Club 1892 Weinheim e. V.